# Jurij Szabanow
Jurij Fiodorowicz Szabanow, ros: Юрий Фёдорович Шабанов, (ur. 11 listopada 1937 r. w Chabarowsku, zm. 30 marca 2010 r. w Moskwie) – radziecki i rosyjski szachista, od 2003 r. arcymistrz. Wielokrotny mistrz Magadanu – regionu Dalekiej Północy (1961–1980). Od 1961 r. mistrz Dalekiego Wschodu, a od 1999 r. mistrz seniorów w Rosji. Dwukrotny mistrz świata seniorów: w Bad Zwischenahn (2003) i Halle (2004), trzykrotny, drużynowy mistrz Europy seniorów (2001, 2002 i 2006).

## Biografia
Jurij Szabanow urodził się w Chabarowsku w 1937 r. Jego ojcem był redaktor naczelny wydawnictwa Far Eastern Journal, który zginął podczas II wojny światowej. Rodzina Jurija Szabanowa po zakończeniu wojny przeniosła się z Chabarowska do Niżnieudinska w obwodzie irkuckim, a następnie do Lwowa.
Szabanow rozpoczął naukę gry w szachy w 1951 r. W 1954 r. wystartował w młodzieżowych mistrzostwach Związku Radzieckiego w Kijowie, jako członek drużyny ukraińskiej. Zajął tam drugie miejsce w półfinałach, a trzecie w finale. Zagrał na trzeciej szachownicy dla drużyny ukraińskiej w Leningradzie, podczas Wszechzwiązkowych Mistrzostw Młodzieży. Drużyna podzieliła 4. i 5. miejsce z drużyną Leningradu. 
Ponadto, zwyciężył w regionalnych radzieckich mistrzostwach szachowych w Chabarowsku. W 1957 r., jako uczeń Technikum Górniczego Magadan, wystąpił na regionalnych mistrzostwach szachistów z Chabarowska, obwodu amurskiego, Sachalinu i innych regionów. Turniej odbył się w Błagowieszczeńsku. Szabanow zajął wtedy pierwsze miejsce, uzyskując 12 punktów na 17 możliwych. Później uzyskał prawo do udziału w mistrzostwach RFSRR w Czelabińsku, na których zajął dzielone 6.-9. miejsce.

Wielokrotnie wygrywał dalekowschodnie półfinały Związku Radzieckiego i brał udział w mistrzostwach Rosji. Od 1960 r. wielokrotnie zostawał mistrzem obwodu magadańskiego. Po otrzymaniu dyplomu z geologii ograniczył grę w szachy na rzecz pracy w zawodzie. Skupił się na szachach dopiero po trudnych mistrzostwach w 1964 roku, na których zajął pierwsze miejsce i zdobył tytuł mistrza sportu ZSRR. Uznawany był za jednego z najsilniejszych radzieckich mistrzów lat 70. i regularnie uczestniczył w półfinałach mistrzostw ZSRR. W 1978 roku ponownie wygrał finał mistrzostw. Po przeprowadzce do Jarosława, gdzie rozpoczął pracę jako instruktor w Szkole Sportu Dziecięcego i Młodzieżowego, spełnił swoje marzenie i wstąpił do I Ligi Mistrzów Związku Radzieckiego, gdzie w latach 80. zajął piąte miejsce. 

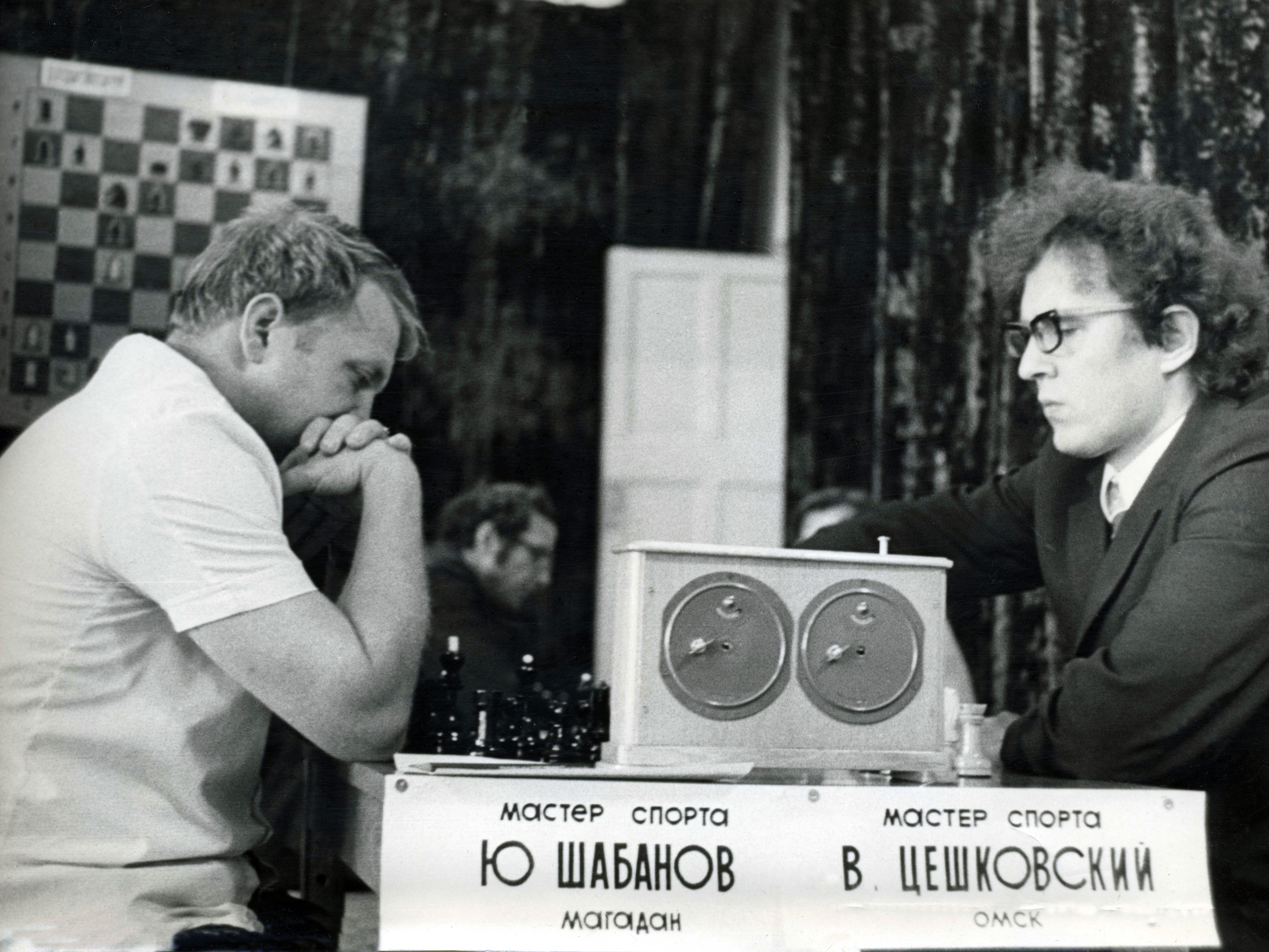
Shabanov vs Tseshkovsky, 1973

W latach 90. uzyskał tytuł mistrza międzynarodowego. Po upadku Związku Radzieckiego dołączył do rosyjskiego ruchu szachowego seniorów. Od 2000 r. mieszkał w Moskwie. Brał udział w drużynowych mistrzostwach Moskwy 2004-2008. Uczestniczył w sześciu mistrzostwach Europy jako członek rosyjskiej drużyny seniorów w latach 2001, 2002, 2004, 2006, 2007 i 2008. Startował także w mistrzostwach Rosji wśród seniorów w latach 1999–2007 oraz w Moskiewskich Mistrzostwach Seniorów w szachach w latach 2003–2007. Uczestniczył w tradycyjnych meczach Moskwa-Sankt Petersburg jako członek drużyny Moskwy w 2002 i 2005 r.
Szabanow otrzymał tytuł arcymistrza za zwycięstwo w 13. Mistrzostwach świata seniorów w szachach w 2003 r., w Bad Zwischenahn. W 2004 r. obronił tytuł na kolejnych mistrzostwach w Halle.
Z powodu poważnej choroby od 2008 r. nie brał udziału w kluczowych konkursach szachowych. 

## Kariera szachowa
Jurij Szabanow wielokrotnie startował w półfinałach indywidualnych mistrzostw Związku Radzieckiego, nie awansując ani razu do finałowego turnieju. W 1985 r. podczas memoriału Aleksandra Kotowa w Tbilisi zajął drugie miejsce (za Michaiłem Gurewiczem, a przed Leonidem Judasinem), natomiast w 1990 r. współdzielił czwarte miejsce w Soczi. W latach 1992, 1996 i 1998 startował w finałach indywidualnych mistrzostw Rosji rozgrywanych systemem szwajcarskim. W 1998 r. zwyciężył (wspólnie z Wasilijem Jemielinem) w Sankt Petersburgu.
Największe sukcesy w karierze osiągnął w kategorii seniorów (zawodników powyżej 60. roku życia), dwukrotnie zdobywając tytuły mistrza świata. W latach 2006 i 2007 dwukrotnie zwyciężył w memoriałach Ratmira Chołmowa w Moskwie.
Najwyższą pozycję w rankingu szachowym w całej swojej karierze osiągnął 1 stycznia 2001 r. - z wynikiem 2505 punktów zajmował wówczas 95. miejsce wśród rosyjskich szachistów.